# On Sale Music
La On Sale Music è una casa discografica italiana nata nel 1996, fondata da Italo Gnocchi.

## Storia della On Sale Music
Come la Giallo Records, nata nello stesso periodo, anche la On Sale Music nasce con l'obiettivo di ristampare alcuni album di musica beat grazie ad accordi con le case discografiche detentrici dei diritti sui master, e di pubblicare anche raccolte di 45 giri del periodo, sovente inediti su album e comunque di difficile reperibilità.
Nel corso degli anni Italo Gnocchi, giornalista (è uno dei collaboratori di Raro!), produttore discografico e collezionista, a volte pubblicherà anche qualche disco non del periodo, come ad esempio un album degli Sciacalli.
Nel 2010 Gnocchi ha ceduto l'etichetta a Denis Padovani, che ne trasferisce la sede a Bologna.

## Dischi
La datazione qui riportata si basa sull'etichetta del disco o sulla copertina; qualora nessuno di questi elementi avesse una datazione, è basata sulla numerazione del catalogo.

### CD
| Numero di catalogo | Anno           | Interprete                       | Titoli                                                            |
| ------------------ | -------------- | -------------------------------- | ----------------------------------------------------------------- |
| 52-OSM-001         | 1996           | I Delfini                        | I Delfini                                                         |
| 52-OSM-002         | 1996           | I Delfini                        | I Delfini n° 2                                                    |
| 52-OSM-003         | 1996           | Esecutori vari                   | Magic Bitpop vol. 1                                               |
| 52-OSM-004         | 1996           | I Califfi                        | Così ti amo                                                       |
| 52-OSM-005         | 1996           | Jonathan & Michelle              | Jonathan & Michelle                                               |
| 52-OSM-006         | 1996           | Giuliano e i Notturni            | Giuliano e i Notturni                                             |
| 52-OSM-007         | 1996           | Augusto Righetti                 | Righetti al Charly Max canta i Beatles in italiano                |
| 52-OSM-008         | 1996           | Esecutori vari                   | Magic Bitpop vol. 2                                               |
| 52-OSM-009         | 1996           | Esecutori vari                   | Magic Bitpop vol. 3                                               |
| 52-OSM-010         | 1996           | Mimì Berté                       | Mimì Berté                                                        |
| 52-OSM-011         | 1996           | New Dada                         | I'll go crazy                                                     |
| 52-OSM-012         | 1996           | Bad Boys                         | Best of the Bad Boys                                              |
| 52-OSM-013         | 1997           | Esecutori vari                   | Magic Bitpop vol. 4                                               |
| 52-OSM-014         | 1997           | Bit-Nik                          | I Bit-Nik: beat - psichedelia - progressivo                       |
| 52-OSM-015         | 1997           | Esecutori vari                   | Magic Bitpop vol. 5                                               |
| 52-OSM-016         | 1997           | Esecutori vari                   | Magic Bitpop vol. 6                                               |
| 52-OSM-017         | 1997           | Le Anime e i Jaguars             | Le Anime - I Jaguars                                              |
| 52-OSM-018         | 1997           | Carmen Villani                   | Carmen                                                            |
| 52-OSM-019         | 1997           | Esecutori vari                   | Magic Bitpop vol. 7                                               |
| 52-OSM-020         | 1997           | Esecutori vari                   | Magic Bitpop vol. 8                                               |
| 52-OSM-021         | 1997           | I Barrittas                      | I Barritas                                                        |
| 52-OSM-022         | 1997           | Rokketti                         | I Rokketti                                                        |
| 52-OSM-023         | 1997           | Esecutori vari                   | Magic Bitpop vol. 9                                               |
| 52-OSM-024         | 1997           | Esecutori vari                   | Magic Bitpop vol. 10                                              |
| 52-OSM-025         | 1997           | The Bushmen                      | The Bushmen                                                       |
| 52-OSM-026         | 1997           | Esecutori vari                   | Magic Bitpop vol. 11                                              |
| 52-OSM-027         | 1997           | Esecutori vari                   | Magic Bitpop vol. 12                                              |
| 52-OSM-028         | 1998           | Pooh                             | Contrasto                                                         |
| 52-OSM-029         | 1998           | Doc Thomas Group                 | Doc Thomas Group                                                  |
| 52-OSM-030         | 1998           | Lolita                           | Lolita                                                            |
| 52-OSM-031         | 1998           | The Scotch                       | The Scotch                                                        |
| 52-OSM-032         | 1998           | I Chiodi                         | I Chiodi                                                          |
| 52-OSM-033         | 1998           | Esecutori vari                   | Magic Bitpop vol. 13                                              |
| 52-OSM-034         | 1998           | Esecutori vari                   | Magic Bitpop vol. 14                                              |
| 52-OSM-035         | 1998           | Fiorella e Carla Bissi           | I primi passi                                                     |
| 52-OSM-036         | 1998           | Richard Anthony                  | Richard Anthony in italiano                                       |
| 52-OSM-037         | 1998           | Gli Sciacalli                    | Yeeeeeeh!!                                                        |
| 52-OSM-038         | 1999           | Esecutori vari                   | Magic Bitpop vol. 15                                              |
| 52-OSM-039         | 1999           | Donatella Rettore                | Ogni giorno si cantano canzoni d'amore                            |
| 52-OSM-040         | 1999           | Giorgio Brandi e Flavio Paulin   | L'amore mio per te                                                |
| 52-OSM-041         | 1999           | Esecutori vari                   | Magic Bitpop vol. 16                                              |
| 52-OSM-042         | 1999           | Doug Fowlkes                     | Doug Fowlkes and The Airedales - Vocal by Rocky "Rocker" "Roberts |
| 52-OSM-043         | 2000           | Esecutori vari                   | Magic Bitpop vol. 17                                              |
| 52-OSM-044         | 2000           | Gian Pieretti                    | I singoli Vedette                                                 |
| 52-OSM-045         | 2000           | Equipe 84                        | Equipe 84                                                         |
| 52-OSM-046         | 2000           | Mimì Berté                       | Mia... Mimì                                                       |
| 52-OSM-047         | 2000           | Pooh                             | Collage beat                                                      |
| 52-OSM-048         | 2000           | I Giganti                        | Mille idee dei Giganti                                            |
| 52-OSM-049         | 2000           | Piero Ciampi                     | Non siamo tutti eroi                                              |
| 52-OSM-050         | 2000           | Italo Gnocchi                    | Hit Paradde in Italia 1960/1985                                   |
| 52-OSM-051         | 2001           | Esecutori vari                   | Magic Bitpop vol. 18                                              |
| 52-OSM-052         | 2001           | Claude François                  | Se torni tu                                                       |
| 52-OSM-053         | 2001           | Maurizio Arcieri                 | Maurizio                                                          |
| 52-OSM-054         | 2001           | Esecutori vari                   | Magic Bitpop vol. 19                                              |
| 52-OSM-055         | 2001           | Fausto Leali                     | Fausto Leali e i suoi Novelty                                     |
| 52-OSM-056         | 2001           | Patrick Samson                   | Soli si muore                                                     |
| 52-OSM-057         | 2002           | Roby Matano                      | Roby Matano e i Campioni                                          |
| 52-OSM-058         | 2002           | I Romans                         | Un momento di più                                                 |
| 52-OSM-059         | 2002           | Les Sauterelles e The Nightbirds | Les Sauterelles/The Nightbirds                                    |
| 52-OSM-060         | 2002           | Esecutori vari                   | Magic Bitpop vol. 20                                              |
| 52-OSM-061         | 2002           | Avanzi di balera                 | Quel gran genio del mio "amico"                                   |
| 52-OSM-062         | 2002           | Pooh                             | Memorie...Per quelli come noi                                     |
| 52-OSM-063         | 2002           | Carmen Villani                   | Mi va di cantare                                                  |
| 52-OSM-064         | 2002           | Marisa Sannia                    | Marisa Sannia                                                     |
| 52-OSM-065         | 2003           | Esecutori vari                   | Beat And Pop                                                      |
| 52-OSM-066         | 2003           | Esecutori vari                   | Rhythm And Pop                                                    |
| 52-OSM-067         | 2003           | Bruno De Filippi                 | Al St. Tecla                                                      |
| 52-OSM-068         | 2003           | Camaleonti                       | Discografia Kansas                                                |
| 52-OSM-069         | 2003           | Donatella Moretti                | Storia di storie                                                  |
| 52-OSM-072         | 2005           | Mat 65                           | Arrivano i Mat 65                                                 |
| 52-OSM-079         | Maggio 2007    | I Sagittari                      | I Sagittari                                                       |
| 64-OSM-082         | Aprile 2010    | Autori vari                      | Tempi beat - Vol. 3                                               |
| 64-OSM-083         | Maggio 2010    | Sergio Endrigo                   | Si comincia a cantare                                             |
| 64-OSM-084         | Settembre 2010 | Ricky Gianco                     | Come un bambino                                                   |
| 64-OSM-085         | Novembre 2010  | Gian Pieretti                    | Se vuoi un consiglio                                              |
| 64-OSM-087         | 2012           | Nino Ferrer                      | Agostino Ferrari ovvero Nino Ferrer                               |
| 64-OSM-088         | Giugno 2012    | Nino Ferrer                      | È colpa tua...Gertrude                                            |
| 64-OSM-097         | 2013           | Alunni del Sole                  | Dove era lei a quell'ora                                          |
| 64-OSM-103         | 2015           | I Nuovi Angeli                   | I successi dei Nuovi Angeli                                       |
| 64-OSM-109         | 2016           | Dino                             | Discografia '64-'67                                               |
| 64-OSM-110         | 2016           | Dino                             | Discografia '68-'71                                               |
| 64-OSM-152         | 2024           | Herbert Pagani                   | Una sera con Herbert Pagani                                       |